# Opere di George R. R. Martin
Lo scrittore statunitense George R. R. Martin ha prodotto numerose opere letterarie. Qui se ne dà un elenco e una descrizione dettagliata con i relativi riconoscimenti.

## Opere

### Saghe

#### Windhaven, Il pianeta dei venti —Windheaven
Windhaven, Il pianeta dei venti, è una trilogia di racconti di planetary romance scritto da Martin in collaborazione con Lisa Tuttle tra il 1975 ed il 1980, poi pubblicato in forma unitaria nel 1981.
- 1975 The Storms of Windhaven in Analog n. 05/1975 – Tempeste
- 1980 One-Wing in Analog nn. 01 & 02/1980. Un'ala
- 1982 The Fall in Amazing/Fantastic n. 1/1982. La caduta
- 1981 Windhaven Timescape, pag. 310. Il pianeta dei venti (traduzione di Roberta Rambelli, Milano, Editrice Nord, 1983). Si tratta della raccolta dei tre capitoli sopracitati che compongono la saga.

#### Il Viaggio di Tuf
Più che una vera e propria saga, Il Viaggio di Tuf (Tuf Voyaging) è un ciclo di racconti di fantascienza pubblicati originariamente in diverse sedi ed unificati dal loro comune protagonista, Haviland Tuf. Tuf, inizialmente, è un semplice "mercante" interplanetario che nel primo episodio della serie entra in possesso del cargo abbandonato nominato L'Arca, appartenuto alla defunta "Corporazione dell'Ingegneria Ecologica" e contenente tanto materiale clonabile da poter rivoluzionare interi ecosistemi. Una volta appresi i segreti della genetica, Tuf decide di dedicarsi al lavoro di ingegnere ecologico e viaggia nello spazio utilizzando i poteri semi-divini dall'Arca.
La caratterizzazione del protagonista, con la sua fermezza da un lato e l'acido sarcasmo dall'altro, è realizzata in modo magistrale, confermando le doti di introspezione psicologica di Martin.
Il ciclo è composto da sette racconti, dallo stampo fortemente ecologista, i cui titoli, nella maggioranza dei casi, propongono un esplicito riferimento a vicende bibliche (che può essere comunque rintracciato fin dal nome dell'Arca).
La serie è stata pubblicata in italiano nell'edizione unitaria Il Viaggio di Tuf nel 2013:
- 1987 (pubblicazione inglese) Tuf Voyaging Baen Books, pag. 384. Contiene:

1. The Plague Star (La stella del morbo)
2. Loaves and Fishes (Pani e pesci)
3. Guardians (Guardiani)
4. Second Helpings (Fare il bis).
5. A Beast for Norn (Una bestia per Norn)
6. Call Him Moses (Chiamatelo Mosè)
7. Manna From Heaven (Manna dal Cielo).

#### Le Cronache del Ghiaccio e del Fuoco (A Song of Ice and Fire)
Libri principali
1. A Game of Thrones (letteralmente "Un gioco di troni") Bantam/Spectra, pag. 694 (1996). Traduzione italiana di Sergio Altieri nella collana Omnibus della Arnoldo Mondadori Editore (Milano)
  - Il Trono di Spade (parte I, 1999)
  - Il grande inverno (parte II, 2000)

Il romanzo esce nel 2007 nella sua veste originaria, con le due parti riunite, con il titolo Il gioco del trono, edito da Urania - Le grandi saghe fantasy n. 1, Mondadori.
2. A Clash of Kings (letteralmente "Uno scontro tra re") Bantam/Spectra, pag. 768 (1998). Traduzione italiana di Sergio Altieri nella collana I Massimi della Fantascienza, sempre della Mondadori.
  - Il regno dei lupi (parte I, 2001)
  - La regina dei draghi (parte II, 2001)

Il romanzo esce nel 2008 nella sua veste originaria, con le due parti riunite, con il titolo Lo scontro dei re, edito da Urania - Le grandi saghe fantasy n. 2, Mondadori.
3. A Storm of Swords (letteralmente "Una tempesta di spade") Bantam/Spectra, pag. 973 (2000). Traduzione italiana di Sergio Altieri nella collana I Massimi della Fantascienza, Mondadori.
  - Tempesta di spade (parte I, 2002)
  - I fiumi della guerra (parte II, 2002)
  - Il portale delle tenebre (parte III, 2003)

Il romanzo esce nel 2009 diviso in due parti, con i titoli Tempesta di spade - Parte Prima e Tempesta di spade - Parte Seconda, edito da Urania - Le grandi saghe fantasy n. 7 - 8, Mondadori.
4. A Feast for Crows (letteralmente "Un banchetto per corvi") Harper/Collins, pag. 753 (2005). Traduzione italiana di Sergio Altieri e Michela Benuzzi, nella collana "Omnibus stranieri", Mondadori.
  - Il dominio della regina (parte I, 2006)
  - L'ombra della profezia (parte II, 2007)

Il romanzo esce nel 2010 nella sua veste originaria, con le due parti riunite, con il titolo Il banchetto dei corvi, Urania - Le grandi saghe fantasy n.9, Mondadori.
5. A Dance with Dragons (letteralmente "Una danza coi draghi") Bantam/Spectra, pag. 1040 (2011). Traduzione italiana di Sergio Altieri e Gaetano Luigi Staffilano, nella collana "Omnibus" Mondadori
  - I guerrieri del ghiaccio (Parte I, 2011)
  - I fuochi di Valyria (Parte II, 2012)
  - La danza dei draghi (Parte III, 2012)
6. The Winds of Winter (di prossima pubblicazione)
7. A Dream of Spring (di prossima pubblicazione)

Racconti collegati
Raccolta di capitoli già pubblicati nella serie di romanzi
- 1996 Blood of the Dragon in Isaac Asimov's SF Magazine n. 7/1996 -  pubblicato in italia come Sangue di drago (tr. Annarita Guarnieri, 1999, in I Premi Hugo 1995-1998, a cura di Piergiorgio Nicolazzini, Grandi Opere Nord 33, Editrice Nord, Milano), consiste in un estratto dei capitoli che coinvolgono Daenerys Targaryen in A Game of Thrones. La narrazione delle vicende di questo personaggio non aggiunge nulla di nuovo rispetto alla versione di A Game of Thrones data alle stampe.

- 2000 Path of the Dragon in Isaac Asimov's SF Magazine n. 12/2000. Path of The Dragon, così come Sangue di Drago, consiste in un estratto dei capitoli che coinvolgono il PoV di Daenerys Targaryen in A Storm of Swords. Anche in questo caso, la narrazione delle vicende di questo personaggio non aggiunge nulla di nuovo rispetto alla versione di ASoS poi data alle stampe.

- 2003 The Arms of the Kraken in Dragon, n. 305/2003 The Arms of the Kraken consiste in un estratto dei capitoli che coinvolgono Asha, Aeron e Victarion Greyjoy in A feast for crows, incentrati sulla lotta per il trono delle isole di ferro, anch'esso non aggiunge niente di nuovo rispetto al romanzo.

Il Cavaliere dei Sette Regni
- 1998 The Hedge Knight contenuto nella raccolta Legends, a cura di Robert Silverberg, Tor, 1998 - Il cavaliere errante. Una storia dei Sette Regni (tr. Francesco Di Foggia, 2002, in Legends (Vol. II), Sperling & Kupfer, Milano) Il cavaliere errante è un racconto che narra le vicende di Dunk (un cavaliere errante che si appresta a partecipare al suo primo torneo) ed Egg (il suo giovane scudiero, in realtà membro della famiglia reale). Ambientato nei Sette Regni, la storia si svolge novant'anni prima dell'inizio delle vicende narrate nelle "Cronache". Può essere considerato un preludio alle vicende di Cronache del ghiaccio e del fuoco, per quanto il legame agli eventi successivi possa essere considerato marginale. Legends  è un volume collettaneo curato da R. Silverberg. Giunto alla seconda edizione, la raccolta propone una scelta di racconti inediti dei più famosi autori di letteratura fantastica, con l'obiettivo di proporre un ulteriore approfondimento narrativo delle loro saghe più conosciute.  In Italia anche nel Il cavaliere dei sette regni
- 2003 The Sworn Sword contenuto nella raccolta Legends II, secondo racconto incentrato su Dunk e Egg, ambientato circa un anno e mezzo dopo il primo episodio. Contenuto, in Italia,  nel Il cavaliere dei sette regni con il titolo La spada giurata.
- 2010 The Mistery Knight contenuto nella raccolta Warriors, terzo episodio della serie di Dunk e Egg. Ambientato poco tempo dopo la fine del secondo. Contenuto, in Italia,  nel Il cavaliere dei sette regni col titolo Il cavaliere misterioso.

Il Principe Canaglia e La Principessa
- 2013 The Princess and the Queen novella contenuta nella raccolta Dangerous women, edito in Italia da Mondadori (2015) col titolo La principessa e la regina. E altre storie di donne pericolose: ambientato ottant'anni prima delle avventure di Dunk e Egg, racconta lo svolgersi della danza dei draghi.
- 2014 The Rogue Prince, novella edita in Italia da Mondadori (2015) col titolo Il principe canaglia, si concentra sul regno di Viserys I e racconta la complessa relazione in evoluzione tra Viserys e il suo carismatico ma ribelle fratello minore Daemon, l' antieroe del titolo.
- 2017 The Sons of the Dragon, novella edita in Italia da Mondadori (2017) col titolo I figli del drago, è incentrato sulla morte di Aegon il Conquistatore e in particolare sui suoi figli Aenys, che gli succedette, e su Maegor detto il crudele che ha usurpato il trono del debole fratello.
- 2018, Fire & Blood, edito in Italia da Mondadori (2018) col titolo Fuoco e sangue, è ambientato 300 anni prima della saga principale e tratta delle vicende dei Targaryen. Esso narra in maniera organica e dettagliata tutte e tre le novelle precedentemente pubblicate.
- Blood & Fire (di prossima pubblicazione)

Il Mondo del Ghiaccio e del Fuoco
- 2012 The Lands of Ice and Fire, un libro che include dodici mappe dettagliate dei luoghi della saga, create da Jonathan Roberts e George R.R. Martin.
- 2013 The Wit & Wisdom of Tyrion Lannister, edito in Italia da Mondadori (2014) con il titolo L'arguzia e la saggezza di Tyrion Lannister, è un librettino di contorno alla saga che raccoglie le battute più divertenti pronunciate da Tyrion nel corso dei cinque romanzi fin qui pubblicati da Martin.
- 2014, The World of Ice & Fire, edito in Italia da Mondadori (2014) con il titolo Il mondo del ghiaccio e del fuoco, è una sorta di enciclopedia storica.
- 2022 The Rise of The Dragon, edito in Italia da Mondadori (2022) con il titolo L'ascesa del drago, rispetto a Fuoco e sangue si concentra principalmente e in maniera più enciclopedica sulla storia della Danza dei Draghi.

### Romanzi
- 1976 In the House of Worm, pp. 104 – Nella Casa del Verme  (Arnoldo Mondadori Editore, 2017)
- 1977 Dying of the Light, Poseidon Press, pp. 365 – La luce morente (tr. Franco Giambalvo, Milano, Armenia editore, 1979)
- 1980 The Ice Dragon, Ace Books, pp. 120 – Il drago di ghiaccio (tr. Giusi Valent, illustrazioni di Luca Enoch, Arnoldo Mondadori Editore, 2007) rielaborazione dell'omonimo racconto
- 1982 Fevre Dream, Poseidon Press, pp. 350 – Il battello del delirio (tr. Ornella Ranieri, Roma, Fanucci, 1994)
- 1983 The Armageddon Rag, Nemo Press, Hardback, pp. 333.
- 2007 Hunter's Run, ampliamento dalla novella "Shadow Twin", scritto con Gardner Dozois e Daniel Abraham, pp. 308 – Fuga impossibile (tr. Rosangela Bonsignorio, Roma, Fanucci, 2008)

### Racconti
- 1974 This Tower of Ashes in Analog Annual (1976)
  - 1a traduzione Questa torre di cenere (tr. Giusi Valent e Guido Lagomarsino, 2007, in Le torri di cenere, Mondadori, Milano)

- 1971 The Hero in Galaxy n. 2/1971
  - 1a traduzione L'eroe (tr. Giusi Valent e Guido Lagomarsino, 2007, in Le torri di cenere, Mondadori, Milano)
- 1971 The Exit to San Breta in Fantastic n. 2/1972
  - 1a traduzione L'uscita per San Breta (tr. Giusi Valent e Guido Lagomarsino, 2007, in Le torri di cenere, Mondadori, Milano)
- 1972 With Morning Comes Mistfall in Analog n. 5/1973 –
  - 1a traduzione Al mattino calano le nebbie (tr. Paolo Busnelli, 1978, in Robot n. 27, Armenia Editore, Milano).
  - 2a traduzione Al mattino cala la nebbia (tr. Giusi Valent e Guido Lagomarsino, 2007, in Le torri di cenere, Mondadori, Milano)
- 1972 The Second Kind of Loneliness in Analog n. 12/1972 –
  - 1a traduzione Un'altra solitudine (tr. Ugo Malaguti. nella raccolta La casa dei mille mondi, 1995, Nova SF* n. 26 [68], Perseo Libri, Bologna)
  - 2a traduzione Solitudine del secondo tipo (tr. Giusi Valent e Guido Lagomarsino, 2007, in Le torri di cenere, Mondadori, Milano)
- 1973 Night Shift in Amazing n. 1/1973
- 1973 Dark, Dark Were the Tunnels in Vertex n. 12/1973
- 1973 Override in Analog n. 9/1973.
- 1973 A Peripheral Affair in Fantasy and Science Fiction n. 1/1973
- 1973 Slide Show in Omega (1973).
- 1974 FTA in Analog n. 5/1974 – FTL (tr. Michelangelo Spada, contenuto in 44 Microstorie di Fantascienza, AA. VV., 1993, Oscar Fantascienza 113, Arnoldo Mondadori Editore, Milano)
- 1974 A Song For Lya in Analog n. 6/1974.
  - 1a traduzione Canzone per Lya (tr. Abramo Luraschi, pubblicato su Robot n. 10, 1977, Armenia Editore, Milano)
  - 2a traduzione Un canto per Lya (traduzione di Roberta Rambelli, in I Premi Hugo 1974-1975, a cura di Isaac Asimov, 1996, Classici Urania 233, Arnoldo Mondadori Editore, Milano)
  - 3a traduzione Canzone per Lya (tr. Giusi Valent e Guido Lagomarsino, 2007, in Le torri di cenere, Mondadori, Milano)
- 1974 Run to Starlight in Amazing n. 12/1974
- 1975 ... For a Single Yesterday in Epoch.
- 1975 And Seven Times Never Kill Man in Analog n. 7/1975
  - 1a traduzione ... E ricordati sette volte di non uccidere mai l'uomo (tr. Giusi Valent e Guido Lagomarsino, 2007, in Le torri di cenere, Mondadori, Milano)
- 1975 The Computer Cried Charge! in Amazing n. 1/1976.
- 1975 The Last Super Bowl in Gallery n. 2/1975.
- 1975 Night of the Vampyres in Amazing n. 5/1975
- 1975 The Runners in Fantasy and Science Fiction n. 9/1975.
- 1976 The Lonely Songs of Laren Dorr in Fantastic nº 5/1976 –
  - 1a traduzione Un canto solitario per Laren Dorr (tr. Marzia Jori, in Fantasy Estate 1994. La legione degli eroi. Un romanzo di Karl Edward Wagner e 10 racconti, a cura di Lin Carter, AA. VV., 1994, Fantasy 3, Arnoldo Mondadori Editore, Milano)
  - 2a traduzione Le solitarie canzoni di Laren Dorr (tr. Giusi Valent e Guido Lagomarsino, 2007, in Le torri di cenere, Mondadori, Milano)
- 1976 A Beast for Norn in Andromeda nº 1 e Galaxy n. 9/1979.
  - 1a traduzione Una bestia per Norn,in  I viaggi di Tuf, Arnoldo Mondadori Editore (2013)
- 1976 Fast-Friend in Faster Than Light.
- 1976 In the House of the Worm in The Ides of Tomorrow (1976)
  - 1a traduzione Nella Casa del Verme (pubblicato autonomamente, Mondadori, 2017)
- 1976 Meathouse Man in Orbit n. 18 – L'uomo della casa della carne (tr. Antonio Cecchi e Raffaela Campa in Splatter Punk. Extreme horror, a cura di Paul M. Sammon, 1996, Bestsellers Oscar 712, Arnoldo Mondadori Editore, Milano).
- 1976 Men of Greywater Station con Howard Waldrop, in Amazing n. 3/1976
- 1976 Starlady in Science Fiction Discoveries (1976) – Stella (tr. Stefano Carducci, 1988, in Pioggia di stelle, Nova SF* n. 13 (55), Perseo Libri, Bologna)
- 1976 Nor the Many-Coloured Fires of a Star-Ring, in Faster Than Light
- 1976 Nobody Leaves New Pittsburgh in Amazing n. 9/1976
- 1976 Patrick Henry, Jupiter, and the Little Red Brick Spaceship in Amazing n. 12/1976.
- 1977 The Stone City in New Voices in Science Fiction (1977)
  - 1a traduzione La città di pietra (tr. Giusi Valent e Guido Lagomarsino, 2007, in Le torri di cenere, Mondadori, Milano)
- 1977 After the Festival in Analog nn. 4-7/1977
- 1977 Bitterblooms in Cosmos n. 11/1977
  - 1a traduzione Fioramari (tr. Giusi Valent e Guido Lagomarsino, 2007, in Le torri di cenere, Mondadori, Milano)
- 1977 Weekend in a Warzone in Future Pastimes (1977)
- 1978 Call Him Moses in Analog n. 2/1978
  - 1a traduzione Chiamatelo Mesè, in  I viaggi di Tuf, Arnoldo Mondadori Editore (2013)
- 1979 Sandkings in Omni n. 8/1979 – Re della sabbia
  - 1a tr. Giampaolo Cossato e Sandro Sandrelli, in Storie dello spazio esterno, a cura di Sandro Pergameno, 1982, Grandi Opere Nord (8), Editrice Nord, Milano)
  - 2a tr. Giusi Valent, I re di sabbia in I re di sabbia, I Massimi della Fantascienza, Arnoldo Mondadori Editore (2008)
- 1979 Warship con George Florance-Guthridge, in Fantasy and Science Fiction n. 4/1979
- 1979 The Way of Cross and Dragon in Omni n. 6/1979 –
  - 1a traduzione La via della croce e del drago (traduzione di Roberta Rambelli, 1982, Grandi Opere Nord (8), Editrice Nord, Milano)
  - 2a traduzione Giusi Valent La via della croce e del drago, in I re di sabbia, I Massimi della Fantascienza, Arnoldo Mondadori Editore (2008)
- 1980 Nightflyers in Analog n. 4/1980 – Dieci piccoli umani (tr. Maurizio Nati, in I Mutanti, a cura di Sandro Pergameno, 1983, Grandi Opere Nord (9), Editrice Nord, Milano)
- 1980 The Ice Dragon in Dragons of Light (1983)
  - 1a traduzione Il drago di ghiaccio (traduzione di Roberta Rambelli, in Fantasy, a cura di Sandro Pergameno, 1996, Narrativa Nord (5), Editrice Nord, Milano)
  - 2a traduzione Giusi Valent Il drago di ghiaccio, in I re di sabbia, I Massimi della Fantascienza, Arnoldo Mondadori Editore (2008)
- 1981 The Needle Men in Fantasy and Science Fiction n. 10/1981
- 1981 Guardians in Analog n. 12/10/1981
  - 1a traduzione Guardiani,in  I viaggi di Tuf, Arnoldo Mondadori Editore (2013)
- 1981 Remembering Melody in Rod Serling's Twilight Zone Magazine n. 4/1981
- 1982 Closing Time in Isaac Asimov's SF Magazine n. 11/1982 – Orario di chiusura (tr. Ugo Malaguti, in Dimensioni dimenticate, 1997, Nova SF* nº 30 (72), Perseo Libri, Bologna).
- 1982 Fevre Dream (estratto), in SF Digest n. 9/1982
- 1982 In The Lost Lands in Amazons II, a cura di Jessica Amanda Salmonson (1982) – Nelle terre perdute (tr. Gianni Pilo, in Storie di streghe, a cura di Gianni Pilo, 1996, Grandi Tascabili Economici: I Mammut 51, Newton & Compton, Roma)
- 1982 Unsound Variations in Amazing/Fantastic n. 1/1982
- 1983 The Monkey Treatment in Fantasy and Science Fiction n. 7/1983
- 1985 Loaves and Fishes in Analog n. 10/1985.
  - 1a traduzione Pani e pesci ,in  I viaggi di Tuf, Arnoldo Mondadori Editore (2013)
- 1985 Manna From Heaven in Analog n. mid-12/1985
  - 1a traduzione Manna dal cielo, (tr. Annarita Guarnieri, in Millemondinverno 1986. 4 Romanzi brevi e 14 Racconti, AA. VV., 1986, Millemondi [30], Arnoldo Mondadori Editore, Milano)
  - 2a traduzione Manna dal cielo,in  I viaggi di Tuf, Arnoldo Mondadori Editore (2013)
- 1985 The Plague Star in Analog nn. 1-2/1985
  - 1a traduzione la stella del morbo,in  I viaggi di Tuf, Arnoldo Mondadori Editore (2013)
- 1985 Portraits of His Children in Isaac Asimov's SF Magazine n. 11/1985 – Ritratti di famiglia (tr. Enzo Verrengia, 1994, Isaac Asimov Science Fiction Magazine 4.ns, Phoenix Enterprise Publishing Company, Bologna)
- 1985 Second Helpings in Analog n. 11/1985
  - 1a traduzione Il collezionista (tr. Marco Pinna, in Millemondiestate, 2 Romanzi brevi e 13 Racconti, AA. VV., 1988, Millemondi [33], Arnoldo Mondadori Editore, Milano)
  - 2a traduzione fare il bis,in  I viaggi di Tuf, Arnoldo Mondadori Editore (2013)
- 1985 Under Siege in Omni n. 10/1985
- 1986 The Glass Flower in Isaac Asimov's SF Magazine n. 9/1986
  - 1a "il fiore di vetro" tr. Giusi Valent, in I re di sabbia, I Massimi della Fantascienza, Arnoldo Mondadori Editore (2008)

- 1986 Shell Games in Wild Cards 1: Wild Cards.
- 1987 Jube in Wild Cards 2: Aces High
- 1987 Winter's Chill in Wild Cards 2: Aces High
- 1987 The Pear-Shaped Man in Omni n. 10/1987
- 1988 The Journal of Xavier Desmond in Wild Cards 4: Aces Abroad
- 1988 All the Kings Horses in Wild Cards 5: Down and Dirty
- 1988 The Skin Trade in Night Visions 5 (1988), a cura di Douglas E. Winter – Commercio di pelle (tr. Angela Ragusa, in Visioni della Notte (trad. di Night Visions 5), 1989, Salani, Firenze)
- 1996 In Memoriam: The Lord of Light in Isaac Asimov's SF Magazine n. 3/1996.
- 2004 Shadow Twin (in collaborazione con Daniel Abraham e Gardner Dozois) in Isaac Asimov's SF Magazine n. 5/2004.

### Antologie
- 1976 A Song for Lya Avon, 1976, pag. 208. Contiene:

1. Dark, Dark Were the Tunnels.
2. The Exit to San Breta. (L'uscita per San Breta) (pubblicato in Le torri di cenere)
3. FTA.
4. The Hero. (L'eroe) (pubblicato in Le torri di cenere)
5. Override.
6. Run to Starlight.
7. The Second Kind of Loneliness. (Solitudine del secondo tipo) (pubblicato in Le torri di cenere)
8. Slide Show.
9. A Song For Lya. (Canzone per Lya) (pubblicato in Le torri di cenere)
10. With Morning Comes Mistfall. (Al mattino calano le nebbie) (pubblicato in Le torri di cenere)

- 1977 Songs of Stars and Shadows Pocket Books, pag. 240 – Canzoni d'ombre e di stelle. 9 racconti (tr. Giancarlo Tarozzi, 1979, Robot [34], Armenia Editore, Milano). Contiene:

1. And Seven Times Never Kill Man, (E sette volte non uccidere l'uomo). (pubblicato in Le torri di cenere)
2. ... For a Single Yesterday, (...per un solo ieri).
3. The Lonely Songs of Laren Dorr, (I canti solitari di Laren Dorr). (pubblicato in Le torri di cenere)
4. Men of Greywater Station, (Gli uomini della Greywater Station).
5. Night of the Vampyres, (La notte dei Vampiri).
6. Night Shift, (Squadra notturna).
7. Patrick Henry, Jupiter, and the Little Red Brick Spaceship, (Patrick Henry, Jupiter e la piccola astronave rosso mattone).
8. The Runners, (L'inseguimento).
9. This Tower of Ashes, (Torre di ceneri). (pubblicato in Le torri di cenere)

- 1981 Sandkings Timescape, pag. 238. Contiene:

1. Bitterblooms. (Fioramari) (pubblicato in Le torri di cenere)
2. Fast-Friend.
3. In the House of the Worm. (la casa del verme) pubblicato in un volume a sé stante
4. Sandkings. (Re della sabbia) (pubblicato in I re di sabbia)
5. Starlady.
6. The Stone City. (La città di pietra) (pubblicato in Le torri di cenere)
7. The Way of Cross and Dragon, (La via della croce e del drago). (pubblicato in I re di sabbia)

- 1983 Songs the Dead Men Sing Dark Harvest, pag. 290. Contiene:

1. ... For a Single Yesterday.
2. In the House of the Worm. (la casa del verme) pubblicato in un volume a sé stante
3. Meathouse Man
4. The Monkey Treatment.
5. The Needle Men.
6. Nightflyers. (I passeggeri della Nightflyer) (pubblicato in I re di sabbia)
7. Remembering Melody.
8. Sandkings. (Re della sabbia) (pubblicato in I re di sabbia)
9. This Tower of Ashes. (Questa torre di cenere) (pubblicato in Le torri di cenere)

- 1985 Nightflyers Bluejay Books, pag. 295. Contiene:

1. And Seven Time Never Kill Man. (E sette volte non uccidere l'uomo). (pubblicato in Le torri di cenere)
2. Nightflyers. (I passeggeri della Nightflyer) (pubblicato in I re di sabbia)
3. Nor the Many-Coloured Fires of a Star-Ring.
4. A Song for Lya. (Canzone per Lya) (pubblicato in Le torri di cenere)
5. Weekend in Warzone.

- 1987 Portraits of His Children Dark Harvest, pag. 263. Contiene:

1. Closing Time.
2. The Glass Flower. (Il fiore di vetro) (pubblicato in I re di sabbia)
3. The Ice Dragon. (Il drago di ghiaccio) (pubblicato in I re di sabbia)
4. In The Lost Lands. (Nelle terre perdute) (pubblicato in I re di sabbia)
5. The Last Super Bowl.
6. The Lonely Songs of Larren Dorr. (I canti solitari di Laren Dorr). (pubblicato in Le torri di cenere)
7. Portraits of His Children.
8. The Second Kind of Loneliness. (Solitudine del secondo tipo) (pubblicato in Le torri di cenere)
9. Under Siege.
10. Unsound Variations
11. With Morning Comes Mistfall. (Al mattino calano le nebbie) (pubblicato in Le torri di cenere)

- 2001 Quartet Nesfa Press, Feb 2001, pag. 444.

È una raccolta che contiene tre racconti, di cui due (Commercio di pelle e Sangue di Drago) già pubblicati altrove. Black and White and Red all Over, invece, è l'estratto di un romanzo mystery incompiuto, ambientato nella New York di inizio secolo. A questi racconti, è stato aggiunto Starport, una sceneggiatura per la televisione mai andata in onda. Le varie parti che compongono questa antologia, sono precedute da una introduzione a cura dello stesso George Martin. Si tratta di una edizione limitata. Contiene:
1. Black and White and Red all Over
2. The Skin Trade, (Commercio di pelle)
3. Starport
4. Blood of The Dragon, (Sangue di Drago).

- 2006 Dreamsongs: A RRetrospective, Gollancz, Sett 2006, pag. 1286.

Raccolta di più di 30 tra storie, racconti brevi, sceneggiature per cinema e TV e altro materiale riferito all'autore; l'edizione italiana sarà divisa in più volumi, di cui la Mondadori ha già edito due volumi, Le torri di cenere e I re di sabbia.
Contiene:
1. Only Kids Are Afraid of the Dark (Solo i bambini hanno paura del buio) (pubblicato in I canti del sogno volume 1)
2. The Fortress (La fortezza) (pubblicato in I canti del sogno volume 1)
3. And Death His Legacy (E morte il suo retaggio) (pubblicato in I canti del sogno volume 1)
4. The Hero (L'eroe) (pubblicato in Le torri di cenere)
5. The Exit to San Breta (L'uscita per San Breta) (pubblicato in Le torri di cenere)
6. The Second Kind of Loneliness (Solitudine del secondo tipo) (pubblicato in Le torri di cenere)
7. With Morning Comes Mistfall (Al mattino calano le nebbie) (pubblicato in Le torri di cenere)
8. A Song for Lya (Canzone per Lya) (pubblicato in Le torri di cenere)
9. This Tower of Ashes (Questa torre di cenere) (pubblicato in Le torri di cenere)
10. And Seven Times Never Kill Man (... E ricordati sette volte di non uccidere mai l'uomo) (pubblicato in Le torri di cenere)
11. The Stone City (La città di pietra) (pubblicato in Le torri di cenere)
12. Bitterblooms (Fioramari) (pubblicato in Le torri di cenere)
13. The Way of Cross and Dragon (La via della croce e del drago) (pubblicato in I re di sabbia)
14. The Lonely Songs of Laren Dorr (Le solitarie canzonidi Laren Dorr) (pubblicato in Le torri di cenere)
15. The Ice Dragon (Il drago di ghiaccio) (pubblicato in I re di sabbia)
16. In the Lost Lands (Nelle terre perdute) (pubblicato in I re di sabbia)
17. Meathouse Man (Un uomo da carneteca)(pubblicato in I canti del sogno volume 1)
18. Remembering Melody (Ricordo di Melody) (pubblicato in I canti del sogno volume 1)
19. Sandkings (Re della sabbia) (pubblicato in I re di sabbia)
20. Nightflyers (I passeggeri della Nightflyer) (pubblicato in I re di sabbia)
21. The Monkey Treatment (la cura della scimmia) (pubblicato in I canti del sogno volume 1)
22. The Pear-Shaped Man (L'uomo a forma di Pera) (pubblicato in I canti del sogno volume 1)
23. A Beast for Norn (versione originale)
24. Guardians
25. The Road Less Travelled (sceneggiatura per Twilight Zone)
26. DOORWAYS pilot/ first draft (sceneggiatura non prodotta)
27. Shell Games
28. The Journal of Xavier Desmond
29. Bat Durston, the Bard, and Me (speech)
30. Under Siege
31. The Skin Trade
32. Unsound Variations
33. The Glass Flower (Il fiore di vetro) (pubblicato in I re di sabbia)
34. The Hedge Knight (Il cavaliere errante) (pubblicato in I re di sabbia e in Il cavaliere dei sette regni)
35. Portraits of His Children

### Wild Cards
George Martin è da lungo tempo il curatore di una lunga serie di romanzi di fantascienza intitolata Wild Cards. Non si tratta di una vera e propria saga, quanto di una raccolta in più volumi di racconti scritti da diversi autori ed unificati dall'universo narrativo in cui si svolgono le storie. I primi tre romanzi della serie sono stati tradotti in italiano e pubblicati da Rizzoli.
Martin ha partecipato attivamente alla creazione dell'ambientazione (ispirata inizialmente dalle partite al gioco di ruolo Superworld che arbitrava come master) ed è intervenuto con racconti originali in alcuni dei numerosi volumi che compongono la serie (fino al V volume), per poi dedicarsi solamente al lavoro di edizione. Nel 1989 il ciclo di romanzi venne a sua volta adattato come supplemento per il gioco di ruolo GURPS, chiudendo il cerchio. Nel 2008 è stato adattata anche al gioco di ruolo Mutants & Masterminds.
L'ambientazione narrativa di Wild Cards prospetta una versione alternativa del nostro presente in cui nel 1946 un virus alieno chiamato Wild Cards (la Matta, o Jolly, delle carte da gioco), da cui il titolo della serie, ha colpito il nostro pianeta, uccidendo la quasi totalità degli infettati. I pochi sopravvissuti al contagio subiscono una mutazione genetica che, nella maggioranza dei casi, li porta ad assumere le sembianze di esseri mostruosi ma che raramente porta il sopravvissuto a pescare l'"Asso", ovvero ad acquisire i poteri di un supereroe.
In genere, i libri della serie sono pubblicati in gruppi di tre: prima due libri di storie diverse ma collegate. Infine un terzo libro in cui le storie dei diversi autori vengono fuse, intrecciate strettamente in un unico racconto.
- 1986 Wild Cards 1: Wild Cards Bantam/Spectra, pag. 408 - Wild Cards – L'origine Rizzoli, 566 pagine, 2010
- 1987 Wild Cards 2: Aces High Bantam/Spectra, pag. 390 - Wild Cards – L'invasione Rizzoli, 444 pagine, 2010
- 1987 Wild Cards 3: Jokers Wild Bantam/Spectra, pag. 376
- 1988 Wild Cards 4: Aces Abroad Bantam/Spectra, pag. 467
- 1988 Wild Cards 5: Down & Dirty Bantam/Spectra, pag. 518
- 1989 Wild Cards 6: Ace in the Hole Bantam/Spectra, pag. 385.
- 1990 Wild Cards 7: Dead Man's Hand Bantam/Spectra, pag. 328.
- 1991 Wild Cards 8: One-Eyed Jacks Bantam/Spectra, pag. 328.
- 1991 Wild Cards 9: Jokertown Shuffle Bantam/Spectra, pag. 390.
- 1992 Wild Cards 10: Double Solitaire Bantam/Spectra, pag. 437.
- 1992 Wild Cards 11: Dealer's Choice Bantam/Spectra, pag. 426.
- 1993 Wild Cards 12: Turn of the Cards Bantam/Spectra, pag. 420.
- 1993 Wild Cards 13: Card Sharks Baen, pag. 452.
- 1994 Wild Cards 14: Marked Cards Baen, pag. 434.
- 1995 Wild Cards 15: Black Trump Baen, pag. 538.
- 2002 Wild Cards 16: Deuces Down IBooks, pag. 320.

## Riconoscimenti
Durante la sua trentennale carriera artistica, George R. R. Martin ha conseguito un ampio numero di premi letterari. Nel suo albo d'oro spiccano i due premi Nebula ed i numerosi premi Hugo – considerati i due riconoscimenti più prestigiosi nell'ambito della letteratura fantastica.

### Premio Hugo

#### Candidature
- Categoria racconto breve
  - 1974 With Morning Comes Mistfall (Al mattino calano le nebbie)
- Categoria Racconto
  - 1976 And Seven Times Never Kill Man (E sette volte non uccidere l'uomo)
  - 1982 Guardians
  - 1984 The Monkey Treatment
  - 1986 Portraits of His Children (Ritratti di famiglia)
- Categoria romanzo Breve
  - 1976 con Lisa Tuttle, The Storms of Windhaven (Tempeste)
  - 1981 Nightflyers (Nightflyers)
  - 1981 con Lisa Tuttle, One-Wing (Un'ala)
  - 1983 Unsound Variations
- Categoria romanzo
  - 1978 Dying of the Light (La luce morente)
  - 2001 A Storm of Swords (Tempesta di spade, I fiumi della guerra, Il portale delle tenebre)
  - 2006 A Feast for Crows (Il dominio della regina, L'ombra della profezia)
  - 2012 A Dance with Dragons (I guerrieri del ghiaccio, I fuochi di Valyria, La danza dei draghi)

#### Premi
- Categoria racconto breve
  - 1980 The Way of Cross and Dragon (La via della croce e del drago)
- Categoria Racconto
  - 1980 Sandkings (Re della sabbia)
- Categoria romanzo Breve
  - 1975 A Song for Lya (Un canto per Lya)
  - 1997 Blood of the Dragon (Sangue di drago)
- Categoria Altre Forme
  - 1988 Wild Cards

### Premio Nebula

#### Candidature
- Categoria racconto breve
  - 1974 With Morning Comes Mistfall (Al mattino calano le nebbie)
  - 1980 The Way of Cross and Dragon (La via della croce e del drago)
- Categoria Racconto Lungo
  - 1975 A Song for Lya (Un canto per Lya)
  - 1983 Unsound Variations
  - 1976 con Lisa Tuttle, The Storms of Windhaven (Tempeste)
  - 1997 Blood of the Dragon (Sangue di drago)
- Categoria Racconto
  - 1978 The Stone City
  - 1984 The Monkey Treatment
- Categoria romanzo
  - 1998 A Game of Thrones (Il Trono di Spade, Il grande inverno)
  - 2000 A Clash of Kings (Il regno dei lupi, La regina dei draghi)
  - 2002 A Storm of Swords (Tempesta di spade, I fiumi della guerra, Il portale delle tenebre)

#### Premi
- Categoria Racconto
  - 1979 Sandkings (Re della sabbia)
  - 1985 Portraits of His Children (Ritratti di famiglia)

### Premio World Fantasy

#### Candidature
- Categoria Racconto Lungo
  - 1988 The Pear-Shaped Man
  - 1997 Blood of the Dragon (Sangue di drago)
  - 1999 The Hedge Knight (Il cavaliere errante. Una storia dei Sette Regni)
- Categoria romanzo
  - 1983 categoria romanzo - Fevre Dream (Il battello del delirio)
  - 1984 categoria romanzo - The Armageddon Rag.
  - 1997 categoria romanzo - A Game of Thrones (Il Trono di Spade, Il grande inverno)
- Categoria Raccolta/Antologie
- 1987 Night Visions 3 (Visioni della notte)

#### Premi
- Categoria miglior Racconto Lungo
  - 1989 The Skin Trade (Commercio di pelle)

### Premio Bram Stoker

#### Candidature
- Categoria Racconto
  - 1989 The Skin Trade (Commercio di pelle)

#### Premi
- Categoria miglior Racconto
  - 1988 The Pear-Shaped Man

### Premio Locus

#### Candidature
- Categoria racconto breve
  - 1973 The Second Kind of Loneliness (Un'altra solitudine)
  - 1974 With Morning Comes Mistfall (Al mattino calano le nebbie)
  - 1977 This Tower of Ashes (Torre di ceneri)
  - 1978 The Stone City
  - 1982 The Needle Men
  - 1982 Remembering Melody
- Categoria Racconto Lungo
  - 1975 - A Song for Lya (Un canto per Lya)
  - 1981 con Lisa Tuttle, One-Wing (Un'ala)
  - 1983 Unsound Variations
  - 1986 Loaves and Fishes
  - 1986 The Plague Star
  - 1989 The Skin Trade (Commercio di pelle)
  - 1997 Blood of the Dragon (Sangue di drago)
  - 1999 The Hedge Knight (Il cavaliere errante. Una storia dei Sette Regni)
  - 2001 Path of the Dragon
- Categoria Racconto
  - 1976 And Seven Times Never Kill Man (E sette volte non uccidere l'uomo)
  - 1976 …For a single yesterday (...per un solo ieri)
  - 1977 Meathouse Man (L'uomo della casa della carne)
  - 1978 Bitterblooms
  - 1986 Portraits of His Children (Ritratti di famiglia)
  - 1986 Under Siege
  - 1987 The Glass Flower
  - 1988 The Pear-Shaped Man
- Categoria romanzo
  - 1978 Dying of the Light (In fondo il buio, in pubblicazione peri tipi Gargoyle nel 2012)
  - 1982 con Lisa Tuttle, Windhaven (Windhaven: Il pianeta dei venti)
- Categoria romanzo Fantasy
  - 1983 Fevre Dream (Il battello del delirio)
  - 1984 The Armageddon Rag.
- Categoria Raccolta Antologica
  - 1980 New Voices II: The Campbell Award Nominees
  - 1981 New Voices III: The Campbell Award Nominees
  - 1982 New Voices 4
  - 1985 The John W. Campbell Awards, Volume 5
  - 1987 Wild Cards
  - 1989 Wild Cards IV: Aces Abroad
- Categoria Raccolta
  - 1986 Nightflyers (Dieci piccoli umani)
  - 1987 Tuf Voyaging
  - 1988 Portraits of His Children
  - 2002 Quartet

#### Premi
- Categoria miglior Racconto Lungo
  - 1976 The Storms of Windhaven (Tempeste)
  - 1981 Nightflyers (Dieci piccoli umani)
- Categoria migliore Raccolta Antologica
  - 1977 A Song for Lya (Un canto per Lya)
  - 1982 Sandkings
- Categoria miglior Racconto
  - 1980 Sandkings (Re della sabbia)
  - 1982 Guardians
  - 1984 The Monkey Treatment
- Categoria miglior racconto breve
  - 1980 - The Way of Cross and Dragon (La via della croce e del drago)
- Categoria miglior romanzo Fantasy
  - 1997 A Game of Thrones
  - 1999 A Clash of Kings
  - 2001 A Storm of Swords

### Altri riconoscimenti
- 1971 Finalista per il Premio John Wood Campbell nella categoria migliore Scrittore Emergente di Fantascienza
- 1982 Premio Daikon (Giappone): miglior Racconto Tradotto - Nightflyers, Dieci piccoli umani
- 1984 Premio Balrog: miglior romanzo - The Armageddon Rag
- 1984 Premio Gilgamesh (Spagna): miglior romanzo - Fevre Dream (Il battello del delirio)
- 1986 Finalista per il Writers Guild Award, nella categoria migliore Sceneggiatura Televisiva, per l'adattamento del racconto di Roger Zelazny The Last Defender of Camelot appartenente alla serie Twilight Zone, Ai confini della realtà
- 1987 Premio Daedelus per Wild Cards
- 1987 Premio Gilgamesh: migliore raccolta antologica fantasy - Songs the Dead Men Sing
- 1989 Premio Gilgamesh: miglior romanzo - Tuf Voyaging